# Maria Rosseels

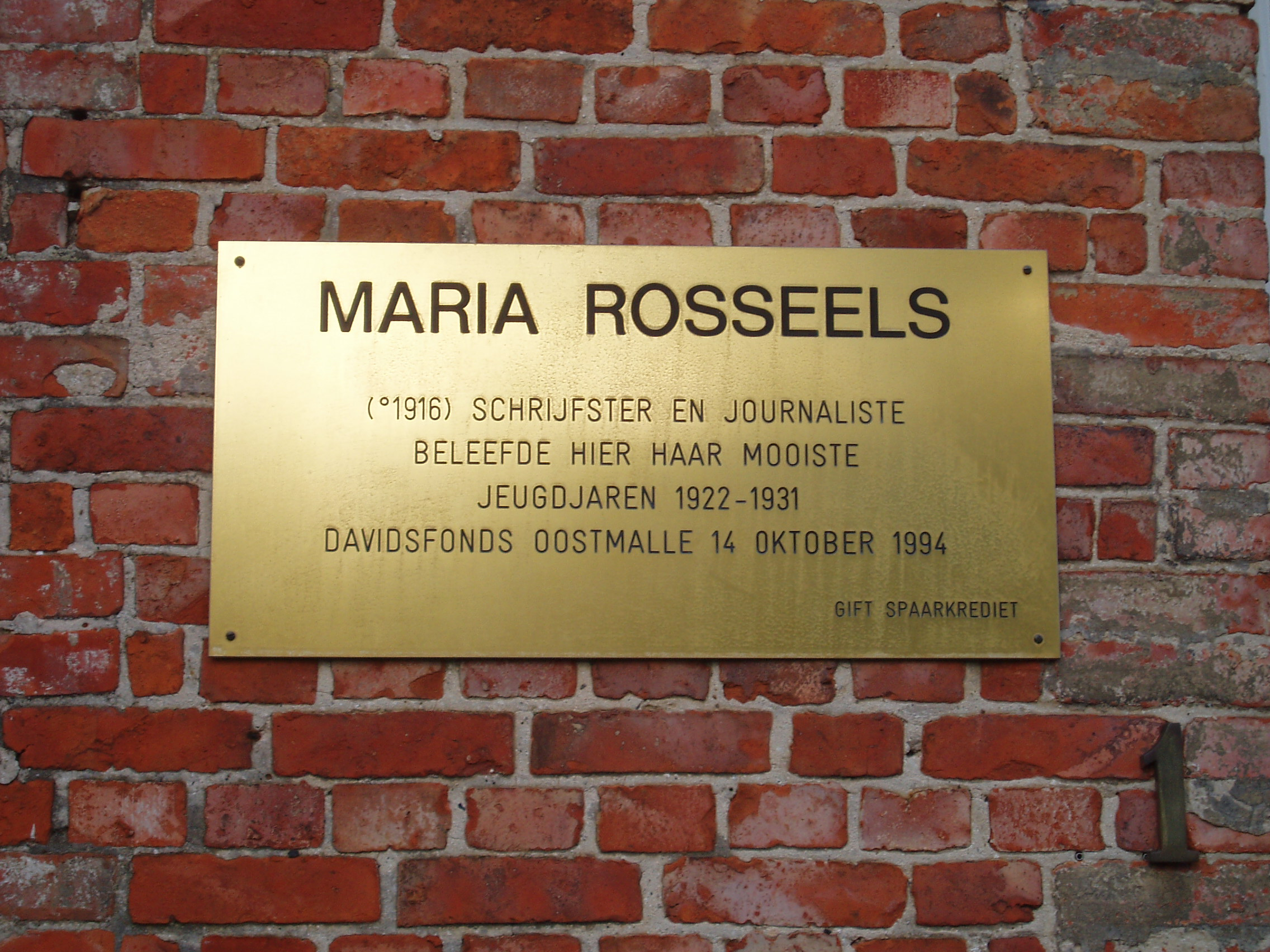
Placa en la casa de Maria Rosseels. Texto: "MARIA ROSSEELS / (1916) escritora y periodista / Aquí vivió su mejor infancia / 1922-1931 / Davidsfonds Oostmalle 14 de octubre de 1994 / Crédito de Ahorro para Regalos".

Maria, Baroness Rosseels conocida también por su apodo E. M. Vervliet (Borgerhout, 23 de octubre de 1916-Kalmthout, 18 de marzo de 2005) escritora flamenca católica.
Nacida en Borgerhout, se mudó a Oostmalle a los siete años y asistió a las escurela de niñas "Heilig Graf" en Turnhout. En 1933 la familia se mudó a Essen y finalmente a Kalmthout.
Tras tres años de educación técnica, fue a la universidad en Amberes y comenzó su carrera profesional como maestra en Gierle y más tarde trabajó en el Ministerio de Trabajo en Bruselas. 
En 1945 se hizo secretaria de las publicación católica flamenca De Pijl, y comenzó sus trabajos como periodista. Se doctoró en la  Katholieke Universiteit Leuven en 1981, y fue laureada baronesa en 1988.